# Бордман, Джон
Сэр Джон Бо́рдман (иначе Бо́рдмэн, /ˈbɔːrdmən/, англ. John Boardman; 20 августа 1927[…], Редбридж, Большой Лондон — 23 мая 2024) — британский археолог и искусствовед. Именной профессор-эмерит Оксфорда, член-эмерит Британской академии (1969). Рыцарь с 1986. Отмечен медалью Кеньона (1995), первый удостоенный Onassis Prize for Humanities (2009).

## Биография
Образование получил в Chigwell School и колледже Магдалены Кембриджского университета. В течение трех лет занимал должность заместителя директора Британской археологической школы в Афинах. Проводил раскопки в Смирне, на островах Крит, Хиос, также древней Арсинои (также известной как Токра (Tocra)) в Ливии. На протяжении четырёх лет был куратором Музея Эшмола в Оксфорде.
Почетный доктор Мертонского колледжа в Оксфорде. Редактор Oxford History of Classical Art.
Являлся соредактором ряда томов второго издания «Кембриджской истории Древнего мира» (тома III, IV, V и VI), а также автором глав по истории искусств и материальной культуре Греции в этих томах.
В 1995 году Британская академия отметила заслуги учёного наградив его медалью Кеньона.
Умер 23 мая 2024 года в возрасте 96 лет.

## Избранные публикации
- Greek Gems and Finger Rings: Early Bronze Age to Late Classical. Thames & Hudson, London 1970, ISBN 0-500-16015-5
- The Greeks Overseas. The Archaeology of Their Early Colonies and Trade. Penguin, Harmondsworth 1964. Deutsche Übersetzung: Kolonien und Handel der Griechen: vom späten 9. bis zum 6. Jahrhundert v. Chr. Beck, München 1981, ISBN 3-406-08039-1
- Greek Sculpture: The Archaic Period: A Handbook. 1978. Deutsche Übersetzung: Griechische Plastik, die archaische Zeit: ein Handbuch. Zabern, Mainz 1981, ISBN 3-8053-0346-7
- Greek Sculpture: The Classical Period: A Handbook Thames & Hudson, London 1985. Deutsche Übersetzung: Griechische Plastik, die klassische Zeit: ein Handbuch. Zabern, Mainz 1987, ISBN 3-8053-0818-3
- The Diffusion of Classical Art in Antiquity. Thames & Hudson, London 1994, ISBN 0-500-23696-8
- Persia and the West: An Archaeological Investigation of the Genesis of Achaemenid Art. Thames & Hudson, London 2000. Deutsche Übersetzung: Die Perser und der Westen. Eine archäologische Untersuchung zur Entwicklung der Achämenidischen Kunst. Zabern, Mainz 2003, ISBN 3-8053-2919-9

## Оценка работ
- Georgios S. Korres: Sir John Boardman. In: Eπίσημoι λόγoι. Eθνικό και Kαπoδιστριακό Πανεπιστημίo Aθηνών 30 (1988-91)[1998] 1059—1063.
- Olga Palagia-Ladopoulou: Sir John Boardman. In: Eπίσημoι λόγoι. Eθνικό και Kαπoδιστριακό Πανεπιστημίo Aθηνών 30 (1988-91)[1998] 1067—1072.
- John Boardman. A bibliography. In: Greek offerings. Essays on Greek art in honour of John Boardman (Oxford 1997) 231—241.
- Publications by John Boardman, 1952—1999. In: Periplous. Papers on classical art and archaeology presented to Sir John Boardman (London 2000) 403—410.
- Donna C. Kurtz: John Boardman’s curatorship of the Cast Gallery, Ashmolean Museum, 1978—1994. In: Periplous. Papers on classical art and archaeology presented to Sir John Boardman (London 2000) 178—189.